# Ancylorhynchus striatus
Ancylorhynchus striatus är en tvåvingeart som beskrevs av H. Oldroyd 1970. Ancylorhynchus striatus ingår i släktet Ancylorhynchus och familjen rovflugor.
Artens utbredningsområde är Burundi. Inga underarter finns listade i Catalogue of Life.